# Abonema
Abonema é uma cidade do estado de Rios, na área de Asari-Toru, na Nigéria. Em 2016, havia 164 059 habitantes.